# 柔情史
《柔情史》（英語：Girls Always Happy），是一部于2019年上映的剧情电影。由耐安、杨明明、张献民领衔主演，2019年5月17日于中国大陆上映。

## 演员列表

### 领衔主演
| 演员姓名 | 角色名称 | 介绍 |
| 耐安     | 母亲     |      |
| 杨明明   | 小雾     |      |

### 主要演员
| 演员姓名 | 角色名称 | 介绍 |
| 张献民   | 张宪     |      |
| 李勤勤   | 朱园     |      |
| 黄卫     | 爷爷     |      |